# محمود گبرلو
محمود گبرلو (متولد ۱۳۴۱ بندر گز) مجری تلویزیون، منتقد و تحلیل گر سینما و تلویزیون است. وی از مجریان برنامه هفت بوده‌است.

## زندگی‌نامه
محمود گبرلو متولد ۱۳۴۱ در بندرگز استان گلستان و فارغ التحصیل صنعت چاپ است. او نویسنده، روزنامه نگار و تهیه کننده، مجری، کارشناس برنامه های سینمایی و تلویزیونی از جمله برنامه مشهور "هفت" و همچنین برنامه های تلویزیونی نظیر "شب های شفاهی"، "هد هد"، "حوالی نگاه" و یا گفتگوهای ویژه "فارسینما" و" تاریخ شفاهی موزه سینمای ایران" و همچنین مجری، کارشناس نشست های خبری مطبوعاتی نزدیک به سی دوره جشنواره فیلم فجر است. وی که عضو انجمن منتقدان و نویسندگان خانه سینما و کانون مجریان تلویزیون است فعالیت رسمی خود را از سال ۶۴ با ورود به حوزه هنری با طی دوره آموزشی برنامه سازی تلویزیونی آغاز و از سال ۶۷ با راه اندازی صفحه سینمایی" روزنامه رسالت" وارد عرصه نویسندگی و روزنامه نگاری شد. گبرلو به عنوان تحلیلگر و منتقد سینما، تلویزیون، صدها مقاله و یادداشت در رسانه های رسمی کشور نوشته و چند کتاب سینمایی از جمله کتاب "پنجاه گفتگو" را داشته است. گبرلو در این سالها داور جشنواره های مختلف از جمله فیلم فجر، فیلم کوتاه، فیلم دفاع مقدس، فیلم رشد، سینما جوان و جشنواره مطبوعات بود و دو سال هم رییس "انجمن منتقدان سینمایی" خانه سینما بود، ضمن آنکه در این سالها علاوه بر نویسندگی و اجرا، مدتی هم مدیریت سینما تئاتر کوچک تهران، مدیریت روابط عمومی و بین‌الملل مرکز گسترش سینمای مستند و تجربی، مدیریت بولتن جشنواره فیلم فجر، دبیری گروه گزارش روزنامه جوان، مدیریت اجرایی جشنواره ویدئویی سوره، عضویت در گروه طرح و برنامه گروه تلویزیونی شاهد، سردبیری مجله ایثار صداوسیما، دبیر فرهنگی خبرگزاری فارس و مدیریت چاپخانه های روزنامه جام جم را تجربه کرده است.

## اجرا و برنامه سازی
- مجری و کارشناس برنامه هفت[۳]
- مجری برنامه شب‌های شفاهی[۴]
- مجری برنامه تلویزیونی هد هد
- مجری برنامه تلویزیونی حوالی نگاه